# 第2海军步兵师 (德国国防军)
第2海军步兵师是一支納粹德國海軍部队，归納粹德國陸軍指挥。1945年3月，納粹德國海軍在石勒苏益格-荷尔斯泰因组建第2海军步兵师，总部驻地为格吕克施塔特，兵员出自海军额外人员。该师中还有大量希特拉青年團人员、一个武装党卫队营以及一些匈牙利部队。1945年4月初，该师被部署至不来梅以南区域以及威悉河沿岸。到战争结束时，该师残部位于本索，並在当地向英军投降。